# مقاطعة إسكس (نيو جيرسي)
مقاطعة إسكس (بالإنجليزية: Essex County, New Jersey)‏ هي إحدى مقاطعات ولاية نيو جيرسي في الولايات المتحدة. ، بلغ عدد سكانها 783969 نسمة في عام 2010 حسب إحصاء مكتب تعداد الولايات المتحدة .

## توأمة
لمقاطعة إسكس (نيو جيرسي) اتفاقيات توأمة مع:
- ريشون لتسيون

## أعلام
- دي دي وارويك
- غيلبرت جي. كولينز
- هنري رانكين بور
- ميكيلي هيكس
- فريدريك بالارد وليامز

## وصلات خارجية
- www.essex-countynj.org
- United States Counties